# Ptyas carinata
Ptyas carinata är en ormart som beskrevs av Günther 1858. Ptyas carinata ingår i släktet Ptyas och familjen snokar. Inga underarter finns listade i Catalogue of Life.
Denna orm förekommer i Sydostasien från norra Thailand och centrala Vietnam till Borneo, Sumatra, Java och västra Filippinerna (Palawan). Arten lever i låglandet och i bergstrakter upp till 1500 meter över havet. Habitatet varierar mellan olika slags skogar, buskskogar, odlingsmark och risodlingar. Individerna vistas främst på marken men de kan klättra i växtligheten och simma. Honor lägger cirka 10 ägg per tillfälle.
Ptyas carinata jags ibland förr köttets skull och den dödas vid några tillfällen av personer som inte vill ha ormar nära sin bostad. Denna orm är ganska sällsynt men utbredningsområdet är stort. IUCN kategoriserar arten globalt som livskraftig.